# Puerta Sagrada

Diseño del complejo de la puerta de Kerameikos en c. 300 a. C., incluyendo el Dípilo, la Puerta Sagrada, y el Pompeion.

La Puerta Sagrada (en griego: Ἱερὰ Πύλη:, Hiera Pyle) era una puerta situada en la Muralla de la Antigua Atenas en el barrio moderno de Kerameikos. Su nombre deriva de la Vía Sagrada que llevaba de ella a Eleusis, el lugar donde se celebraban los  Misterios Eleusinos. El sitio está singularmente bien preservado por Atenas y muestra evidencia clara de las sucesivas fases del edificio del siglo V a. C. al siglo I d. C.. El río Eridano pasaba a través de la puerta en un canal.